# مسجد جامع اسیر
مسجد جامع اسیر واقع در مرکز بخش اسیر در شهرستان مهر از جمله مساجدی است که بنابر اسناد معتبر همچون فارسنامه ناصری و جغرافیا و اسامی دهات کشور و ... در سال ۹۰ هجری قمری و در زمان حکومت عمر بن عبدالعزیز ساخته شده‌است.
این مسجد که تاکنون چندین بار بازسازی شده‌است در سالهای قبل از انقلاب در اثر بی توجهی مسوولان حکومت وقت و غفلت افراد محلی تخریب شد و به جای آن مسجد جدیدی در محل اولیه مسجد بنا نهاده شده و آن همه شکوه و تاریخ جاویدان و معماری زیبای اسلامی و منحصر به فرد به تلی از خاک مبدل شده‌است.
این مسجد دارای شبستانی زیبا و دارای سقفی مدور و گنبدی شکل بود که در سالهای اخیر تخریب شده‌است.
پس از چندین سال توقف پروژه بازسازی مسجد جامع، خوشبختانه عملیات بازسازی جدی آن در تابستان 1393 آغاز شده و در سال 1399 به شکل آبرومندانه ای به بهره برداری رسید. هزینه بازسازی توسط خیرین پرداخت شده‌است.